# Мятлев, Иван Иванович
Иван Иванович Мятлев (Иван Иванович Житый Мятлев-Слизнев) — российский государственный деятель второй половины XVI века.

## Биография
Внук первого представителя рода Мятлевых Григория Ивановича Слизнева по прозвищу Мятель. В 1550 году, будучи сыном боярским по Вязьме, вместе с братьями Андреем и Григорием вошёл в число 1000 «лучших слуг» — провинциальных помещиков, которых Иван IV решил переселить в ближайшие к Москве уезды «для своего государева ратного дела поспешенья, чтоб были всегда готовы», и согласно 3-му разряду получил поместье с земельной долей в 100 четвертей. В 1555—1557 годах служил третьим воеводой в Чебоксарах. В 1562—1563 годах дозорщик и есаул в Полоцком походе Ивана IV, предпринятом в ходе Ливонской войны, после этого — воевода в Рославле. В 1567 году участвовал в походе из Новгорода в Литву, находясь «в стану у государя», в том же году был зачислен в опричнину. В 1568/69 служил третьим воеводой из опричнины в Ржеве, а в 1569 году — вторым воеводой полка правой руки в опричном разряде береговой службы.
Упоминается в разрядных книгах как служивший на Новом («опричном») и Старом Земских дворах в 1565/66, 1571, 1572 году и 1577 годах, некоторое время был судьёй (то есть, главой) одного или обоих дворов. По некоторым данным на период похода против шведов в 1571 году был назначен первым осадным воеводой на Земском дворе.